# Quentin Lafargue
Quentin Lafargue (Mazères, 17 de noviembre de 1990) es un deportista francés que compite en ciclismo en la modalidad de pista, especialista en las pruebas de velocidad y contrarreloj.
Ganó ocho en el Campeonato Mundial de Ciclismo en Pista entre los años 2015 y 2020, y nueve medallas en el Campeonato Europeo de Ciclismo en Pista entre los años 2014 y 2023. En los Juegos Europeos de Minsk 2019 obtuvo una medalla de plata en la prueba de velocidad por equipos.

## Medallero internacional
| Campeonato Mundial | Campeonato Mundial       | Campeonato Mundial | Campeonato Mundial      |
| Año                | Lugar                    | Medalla            | Competición             |
| ------------------ | ------------------------ | ------------------ | ----------------------- |
| 2015               | Saint-Quentin (Francia)  | Medalla de bronce  | Velocidad individual    |
| 2016               | Londres (Reino Unido)    | Medalla de bronce  | 1 km contrarreloj       |
| 2017               | Hong Kong (China)        | Medalla de plata   | 1 km contrarreloj       |
| 2017               | Hong Kong (China)        | Medalla de bronce  | Velocidad por equipos   |
| 2018               | Apeldoorn (Países Bajos) | Medalla de bronce  | Velocidad por equipos   |
| 2019               | Pruszków (Polonia)       | Medalla de oro     | 1 km contrarreloj       |
| 2019               | Pruszków (Polonia)       | Medalla de plata   | Velocidad por equipos   |
| 2020               | Berlín (Alemania)        | Medalla de plata   | 1 km contrarreloj       |
| Juegos Europeos    |                          |                    |                         |
| Año                | Lugar                    | Medalla            | Competición             |
| 2019               | Minsk (Bielorrusia)      | Medalla de plata   | Velocidad por equipos   |
| Campeonato Europeo |                          |                    |                         |
| Año                | Lugar                    | Medalla            | Competición             |
| 2014               | Baie-Mahault (Francia)   | Medalla de bronce  | 1 km contrarreloj       |
| 2016               | Saint-Quentin (Francia)  | Medalla de oro     | 1 km contrarreloj       |
| 2017               | Berlín (Alemania)        | Medalla de oro     | Velocidad por equipos   |
| 2017               | Berlín (Alemania)        | Medalla de bronce  | 1 km contrarreloj       |
| 2018               | Glasgow (Reino Unido)    | Medalla de plata   | Velocidad por equipos   |
| 2019               | Apeldoorn (Países Bajos) | Medalla de oro     | 1 km contrarreloj       |
| 2019               | Apeldoorn (Países Bajos) | Medalla de bronce  | Velocidad por equipos   |
| 2022               | Múnich (Alemania)        | Medalla de oro     | Persecución por equipos |
| 2023               | Grenchen (Suiza)         | Medalla de bronce  | Persecución por equipos |

1. ↑  Compitió en la ronda de clasificación.